# Черекулевська сільська рада
Череку́левська сільська рада (рос. Черекулевский сельский совет) — муніципальне утворення у складі Ілішевського району Башкортостану, Росія. Адміністративний центр — село Нижньочерекулево.

## Населення
Населення — 989 осіб (2019, 975 у 2010, 973 у 2002).

## Склад
До складу поселення входять такі населені пункти:
| Населений пункт             | Населення, осіб (2002) | Населення, осіб (2010) |
| --------------------------- | ---------------------- | ---------------------- |
| Верхньочерекулево, присілок | 415                    | 402                    |
| Нижньочерекулево, село      | 558                    | 573                    |